# Cerro San Cristóbal
Cerro San Cristóbal är en kulle i Chile.   Den ligger i provinsen Provincia de Santiago och regionen Región Metropolitana de Santiago, i den södra delen av landet, i huvudstaden Santiago de Chile. Toppen på Cerro San Cristóbal är 847 meter över havet.
Terrängen runt Cerro San Cristóbal är platt åt sydväst, men åt nordost är den kuperad. Runt Cerro San Cristóbal är det mycket glesbefolkat, med 2 invånare per kvadratkilometer.. Närmaste större samhälle är Santiago de Chile, 3,8 km söder om Cerro San Cristóbal. 
Runt Cerro San Cristóbal är det i huvudsak tätbebyggt.